# Ediger Osterlämmchen

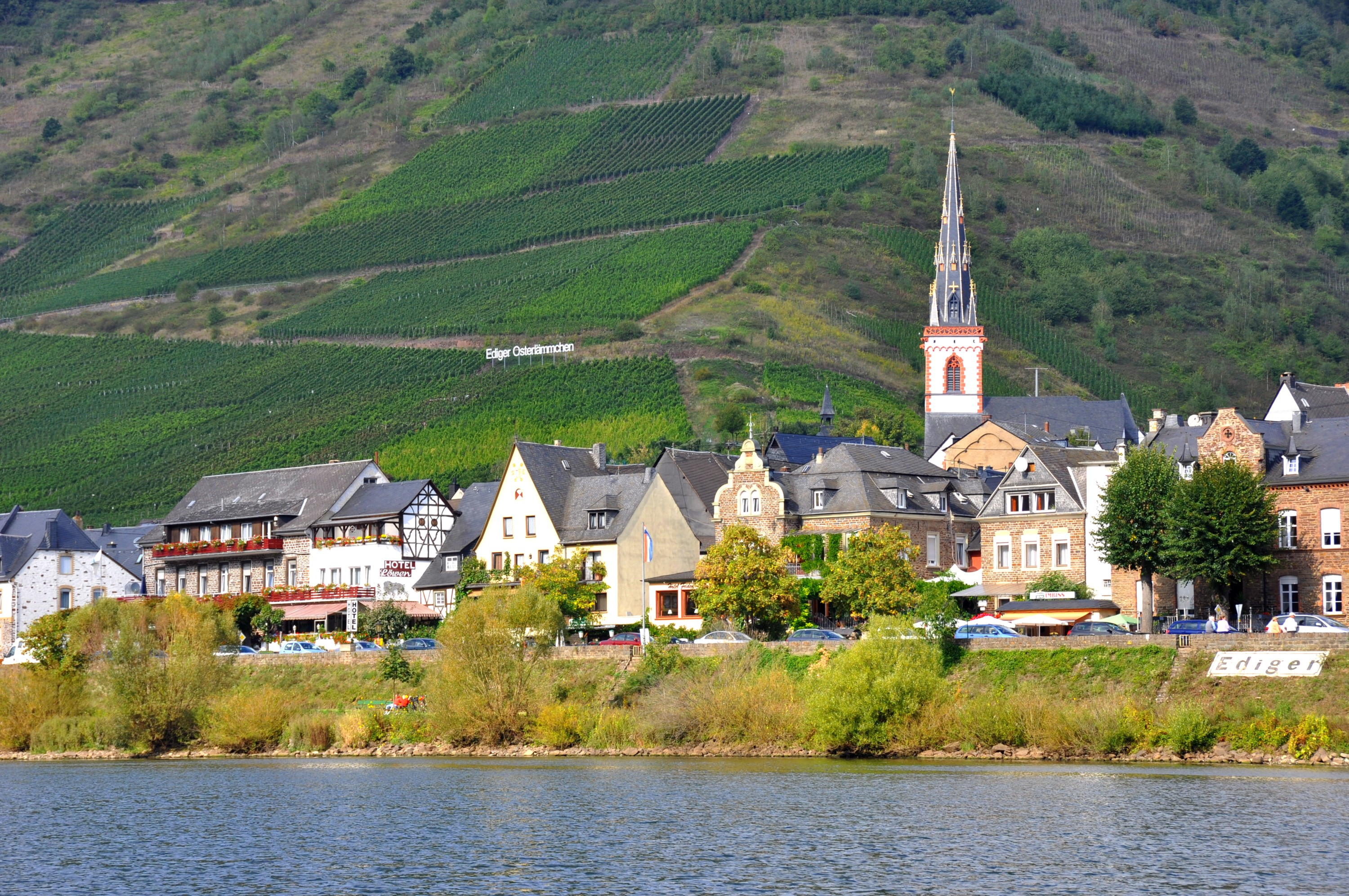
Ediger mit „Ediger Osterlämmchen“

Ediger Osterlämmchen ist der Name einer Einzellage im Ortsteil Ediger an der Mosel (Weinbaugebiet Mosel). Die Einzellage ist Teil der Großlage Grafschaft im Bereich Burg Cochem (Untermosel). Der Ortsteil Ediger gehört seit 1969 zur Gemeinde Ediger-Eller.
Hier wird seit Generationen überwiegend Riesling angebaut. Daneben wachsen dort auch Spätburgunder und Dornfelder. Das Areal umfasst etwa 15 Hektar Weinberge, ist nach Südwest geneigt, der Boden besteht aus Schiefer. Nach der Flurbereinigung 1997 wurden auch andere Weinbergslagen (beispielsweise „Hasensprung“) in das Osterlämmchen eingegliedert.